# Elzéar de Sabran
Pour les articles homonymes, voir Sabran.
Ne doit pas être confondu avec Eleazario da Sabrano ou Elzéar de Sabran (écrivain).
Elzéar de Sabran (1285-1323), baron d'Ansouis, comte d'Ariano, est un saint catholique, canonisé en 1369. Il fut régent du royaume de Naples. Il était l'époux de Delphine de Sabran et étaient tous deux tertiaires de l'Ordre de saint François d'Assise. Son prénom Elzearius signifie secours de Dieu en hébreu.

## Biographie
Issu d'une des plus illustres familles de Provence, il était le fils d'Ermangaud de Sabran et de Laudune d’Albe, dite la bonne comtesse de Roquemartine. Il vit le jour au château de Roubians, près de Cabrières-d'Aigues, dans le Luberon. La légende raconte  que par souci de mortification, il refusait le lait de sa nourrice le vendredi. Il fit ses études à Saint-Victor de Marseille, dont l’abbé était alors son oncle, Guillaume de Sabran,.

### Le Régent du royaume de Naples
À la mort de son père, Elzéar devint l’héritier de ses charges et seigneuries, dont le comté d'Ariano. Il se rendit avec son épouse Delphine à Naples, à la cour du roi Robert d'Anjou, qui lui fit faire, dès 1312, ses premières armes. En compagnie de Hugues IV des Baux, comte de Soleto, le nouveau comte d’Ariano prit le commandement des troupes guelfes. Les deux nobles provençaux avaient pour mission d’attaquer l’armée d’Henri VII du Saint-Empire, lors de sa calata sur Rome, où le chef des Gibelins espérait être couronné empereur du Saint Empire Romain Germanique.
Lors de ses déplacements en Provence et auprès de la papauté d'Avignon, le roi Robert lui confia la régence de son royaume et le chargea de l'éducation de Charles, son fils aîné.
En 1323, il fut chargé de négocier à Paris le second mariage de Charles de Calabre, l’héritier du comté de Provence et du royaume de Naples, avec Marie de Valois. C'est au cours de cette mission qu’il mourut, le 27 septembre. Il fut inhumé dans l'église des franciscains de la ville d'Apt,,.

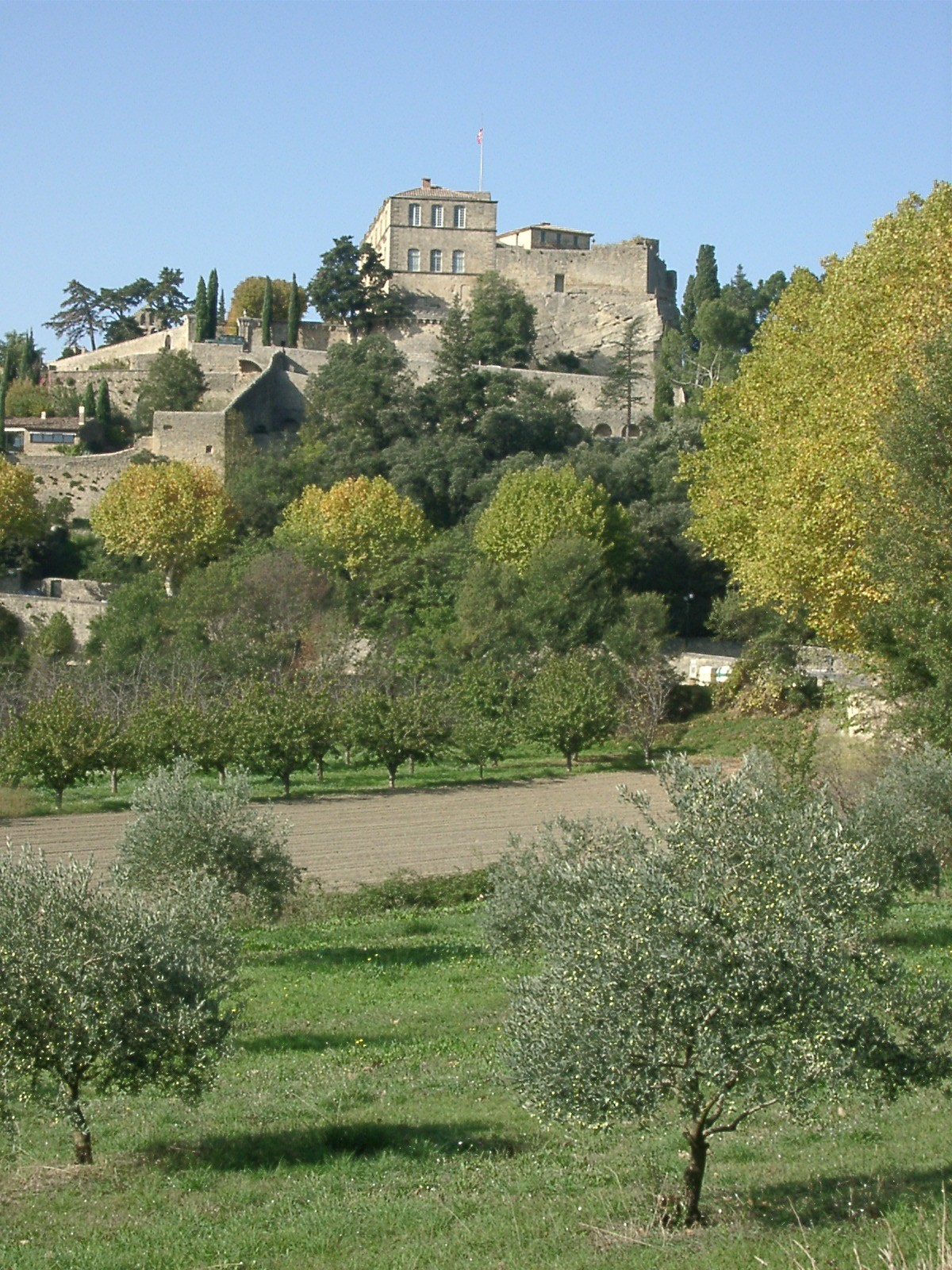
Le château d'Ansouis, résidence principale d'Elzéar et Delphine de Sabran

### Le mariage virginal
En 1299, il sont mariés par leurs familles, mais l'époux accepte de respecter la promesse de virginité qu'avait prononcée son épouse,,.
Elzéar et Delphine firent leur vœu de chasteté en 1316, sous l'influence du franciscain François de Meyronnes. Le comte d'Ariano pratiqua toute sa vie les bonnes œuvres, la pénitence et les vertus chrétiennes. Il visitait souvent les hôpitaux, soignait les malades, distribuait d'abondantes aumônes aux pauvres. Mais au milieu des exercices de sa charité, il ne négligeait aucun des devoirs qu'il avait à remplir envers ses vassaux,,.
En 1317, le couple s'engage dans le Tiers-Ordre franciscain,.
Ses biographes donnent deux exemples de leur exigence sur la chasteté. Le premier est un règlement pour le château d’Ansouis, longtemps conservé dans les archives des frères mineurs d’Apt, dans lequel Elzéar de Sabran déclare : « J’ordonne à mes officiers de veiller à ce qu’on vive chastement dans mes terres, et d’en bannir les sensuels et les impudiques » (cité par l’Abbé Boze).
Le second exemple concerne Puimichel, où Elzéar vécut avec son épouse entre 1307 et 1310. Ce règlement établit « qu’une femme mariée ne pourra résider habituellement chez lui. Toutes devront être vierges, veuves et chastes. Quant aux hommes, qu’ils soient nobles ou domestiques, il leur faudra vivre chastement et honnêtement » (cité par J. Cambell).

## Notoriété et Culte

### Une canonisation difficile
Par deux fois, sa canonisation fut demandée à Avignon, la première auprès de Jean XXII qui n’aboutit pas. Elzéar était en effet soupçonné par le Souverain Pontife d'être sensible aux thèses déviantes des franciscains (spirituels, fraticelles, etc.). Raymond de Bot, l'évêque d'Apt qui présenta son dossier, était peu enthousiaste. Il expliqua qu'Elzéar « vécut pendant vingt-sept ans dans la même couche avec son épouse, tout en gardant son intégrité, à tel point que le caractère sublime de cette vertu paraît plus étonnant qu'imitable ».

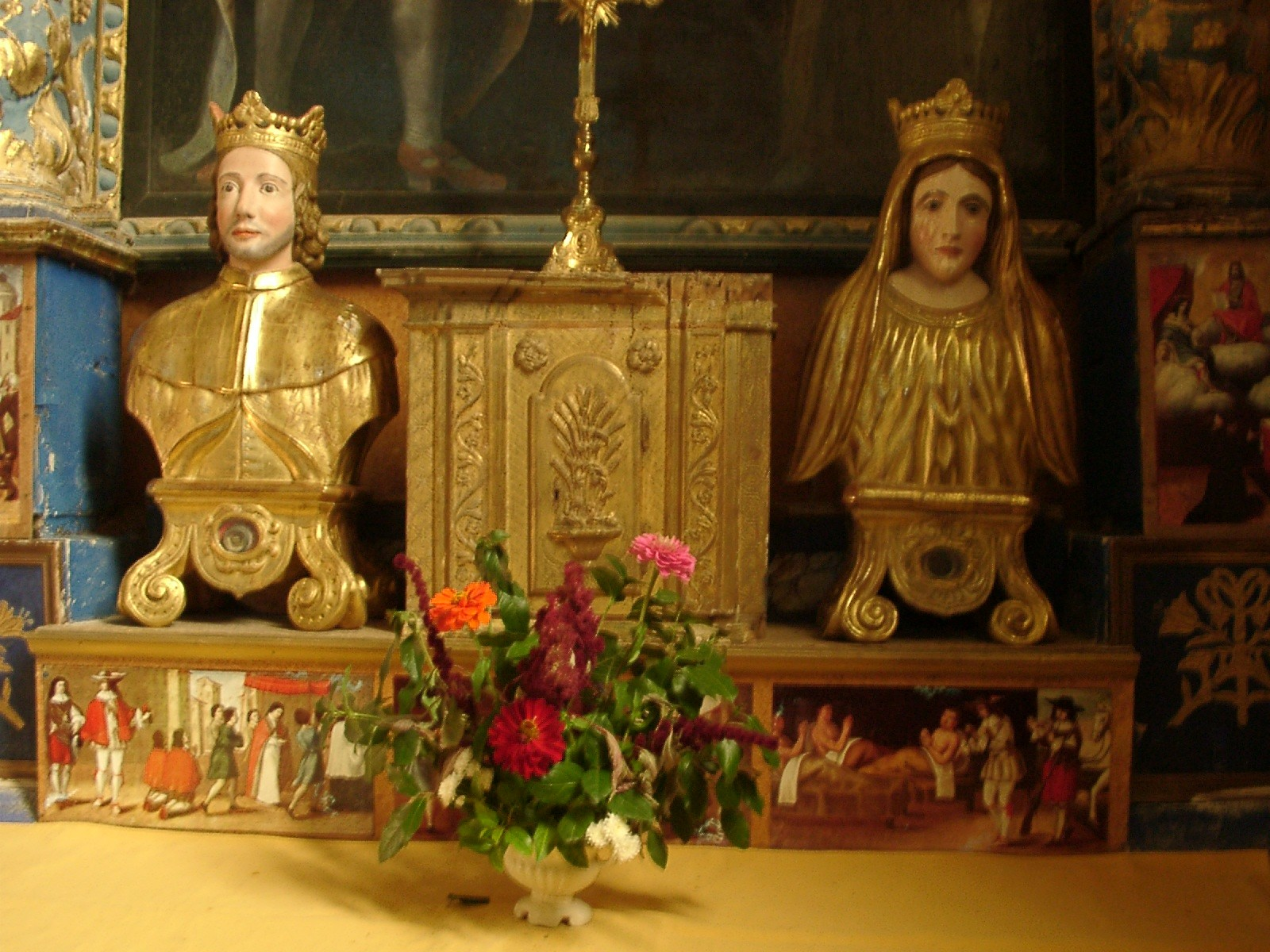
Les reliquaires des deux époux virginaux à Ansouis

La seconde demande fut faite en 1351 sous le pontificat de Clément VI. Bertrand de Meissonier, évêque d’Apt, la fit présenter par son collègue Georges Clariani, évêque de Sénez, et par Guiraud VII de Simiane, époux de Delphine de Sabran, petite-nièce d’Elzéar et filleule de son épouse. Elzéar fut canonisé le 15 avril 1369, dans la basilique Saint-Pierre de Rome, par le pape Urbain V qui était son filleul,.
Les bulles de canonisation ne furent promulguées que le 5 janvier 1371 par Grégoire XI, son successeur. Dans celles-ci, le pape cite Elzéar comme le modèle des chevaliers chrétiens et insiste sur sa générosité envers les pauvres, sa vie mystique intense et son attachement indéfectible à l’Église.

### Le cas de la comtesse d'Ariano
Delphine de Sabran, née de Signes, son épouse, s'associa à toutes ses bonnes œuvres et vécut aussi saintement que lui. Entre 1372 et 1376, Louis d’Anjou, comte de Provence, décida de financer le procès en canonisation de la femme de saint Elzéar, comte d’Ariano. Ce fut un échec.
À leur tour, les États de Provence, réunis à Apt, le 18 avril 1382, demandèrent à Clément VII la « canonisation de la femme du comte d’Ariano qui gît céans, nommée Delphine, de qui le mari saint Alziaire fut canonisé par le pape Urbain ». Le pontife accueillit leur demande mais classa le dossier. Delphine est toutefois nommée dans le martyrologe franciscain et dans les bienheureux de l’Église catholique, avec sa fête le 26 novembre.

## Culte
Les reliques d'Elzéar et de son épouse sont conservées dans l'église d'Ansouis et dans la Cathédrale Sainte-Anne d'Apt.,. 
La mémoire de Saint Elzéar est commémoré dans l’Église catholique le 27 septembre, souvent associé à son épouse considérée comme bienheureuse,, même si elle a sa mémoire liturgique propre le 26 novembre.
Sa mémoire liturgique est célébrée à Apt, à Avignon, à Ariano Irpino ainsi qu'à l'Abbaye Saint-Victor de Marseille et dans l'Ordre franciscain.